# Ivana Ilić
Ivana Ilić (serbisch-kyrillisch Ивана Илић; * 8. Juni 2002 in der Bundesrepublik Jugoslawien) ist eine serbische Leichtathletin, die sich auf den Sprint spezialisiert hat.

## Sportliche Laufbahn
Erste internationale Erfahrungen sammelte Ivana Ilić beim Europäischen Olympischen Jugendfestival (EYOF) 2017 in Győr, bei dem sie mit 12,59 s und 25,93 s jeweils in der ersten Runde über 100 und 200 Meter ausschied. Im Jahr darauf schied sie dann bei den U18-Europameisterschaften ebendort mit 12,23 s in der ersten Runde im 100-Meter-Lauf aus und auch über 200 Meter kam sie mit 24,79 s nicht über die Vorrunde hinaus, qualifizierte sich aber dennoch für die Olympischen Jugendspiele in Buenos Aires, bei denen sie den 13. Platz gelangte. Beim EYOF 2019 in Baku belegte sie in 24,79 s den sechsten Platz im 200-Meter-Lauf und schied über 100 Meter mit 12,16 s im Vorlauf aus. Zudem musste sie mit der serbischen Sprintstaffel (1000 m) im Vorlauf aufgeben. 2021 schied sie bei den Balkan-Hallenmeisterschaften in Istanbul mit 7,68 s in der ersten Runde im 60-Meter-Lauf aus und belegte dann bei den Freiluftmeisterschaften Ende Juni in Smederevo in 11,54 s den fünften Platz über 100 m und wurde in 23,65 s Sechste im 200-Meter-Lauf. Zudem gewann sie in 45,58 s die Silbermedaille mit der serbischen 4-mal-100-Meter-Staffel. Anschließend gewann sie bei den U20-Europameisterschaften in Tallinn in 11,42 s die Silbermedaille über 100 Meter und wurde in 23,75 s Vierte über 200 Meter. Daraufhin gelangte sie bei den U20-Weltmeisterschaften in Nairobi in 11,54 s auf den fünften Platz über 100 Meter und schied im 200-Meter-Lauf im Halbfinale aus.
2022 schied sie bei den Balkan-Hallenmeisterschaften in Istanbul mit 7,68 s im Vorlauf über 60 Meter aus. Im Juni belegte sie bei den Balkan-Meisterschaften in Craiova in 11,83 s den fünften Platz über 100 Meter und gelangte mit der 4-mal-100-Meter-Staffel mit 45,37 s auf Rang vier. Anschließend schied sie bei den Mittelmeerspielen in Oran mit 11,82 s und 24,39 s jeweils in der Vorrunde aus. Im Jahr darauf wurde sie bei der 2. Liga der Team-Europameisterschaft im Rahmen der Europaspiele in Chorzów in 11,47 s Vierte über 100 Meter und gelangte mit 23,53 s auf Rang fünf über 200 Meter. Zudem wurde sie mit der 4-mal-100-Meter-Staffel disqualifiziert. Anschließend schied sie bei den U23-Europameisterschaften in Espoo mit 11,45 s und 24,42 s jeweils im Halbfinale über 100 und 200 Meter aus, ehe sie bei den Balkan-Meisterschaften in Kraljevo in 11,48 s die Goldmedaille über 100 Meter gewann und in 23,41 s den vierten Platz im 200-Meter-Lauf belegte. Zudem siegte sie in 44,65 s im Staffelbewerb. 2024 gewann sie bei den Balkan-Meisterschaften in Izmir in 11,43 s und 23,89 s jeweils die Bronzemedaille über 100 und 200 Meter und sicherte sich im Staffelbewerb in 44,36 s die Silbermedaille hinter der griechischen Mannschaft. Kurz darauf schied sie bei den Europameisterschaften in Rom mit 11,62 s und 23,49 s jeweils in der ersten Runde über 100 und 200 Meter aus.
2021 wurde Ilić serbische Meisterin im 100-Meter-Lauf sowie 2021 und 2023 über 200 Meter. Zudem wurde sie 2023 und 2024 Hallenmeisterin im 200-Meter-Lauf sowie 2024 auch über 60 Meter.

## Persönliche Bestleistungen
- 100 Meter: 11,38 s (+0,9 m/s), 5. Juni 2021 in Kraljevo (serbischer U20-Rekord)
  - 60 Meter (Halle): 7,35 s, 17. Februar 2024 in Belgrad
- 200 Meter: 23,45 s (+2,0 m/s), 11. Juni 2023 in Kraljevo
  - 200 Meter (Halle): 23,99 s, 20. Januar 2024 in Nyíregyháza